# Moraga (grup de bolets)

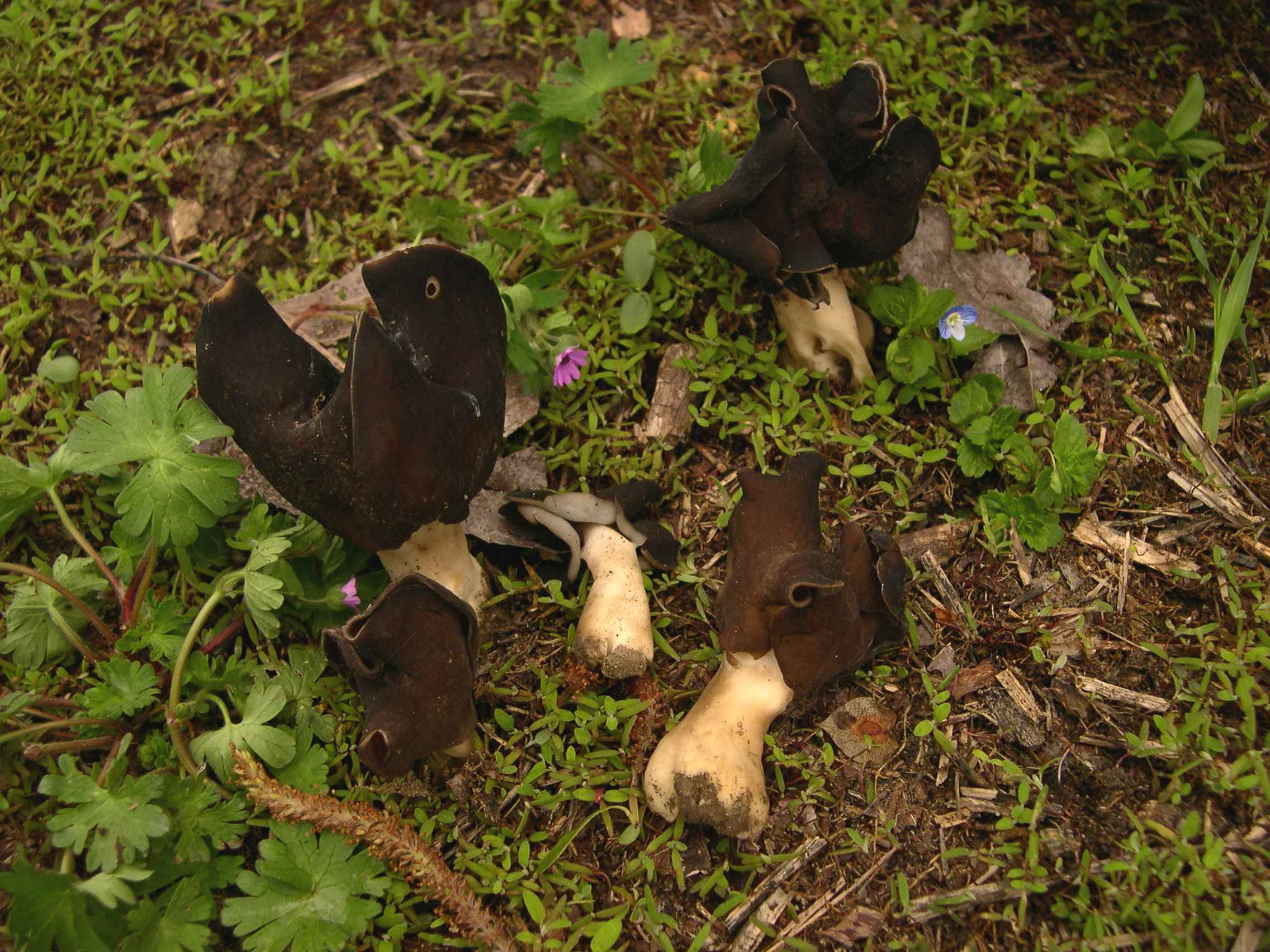
Moraga vera (Helvella monachella)

Les moragues són orelles de gat de cama llisa, bolets pertanyents a l'ordre dels pezizals. Es caracteritzen pels seus barrets en forma de sella de muntar a cavall. Són bolets més aviat primaverals, amb excepcions (per exemple, la moraga de virosta).

## Espècies
Les espècies de moragues més corrents, ordenades per gèneres, són:

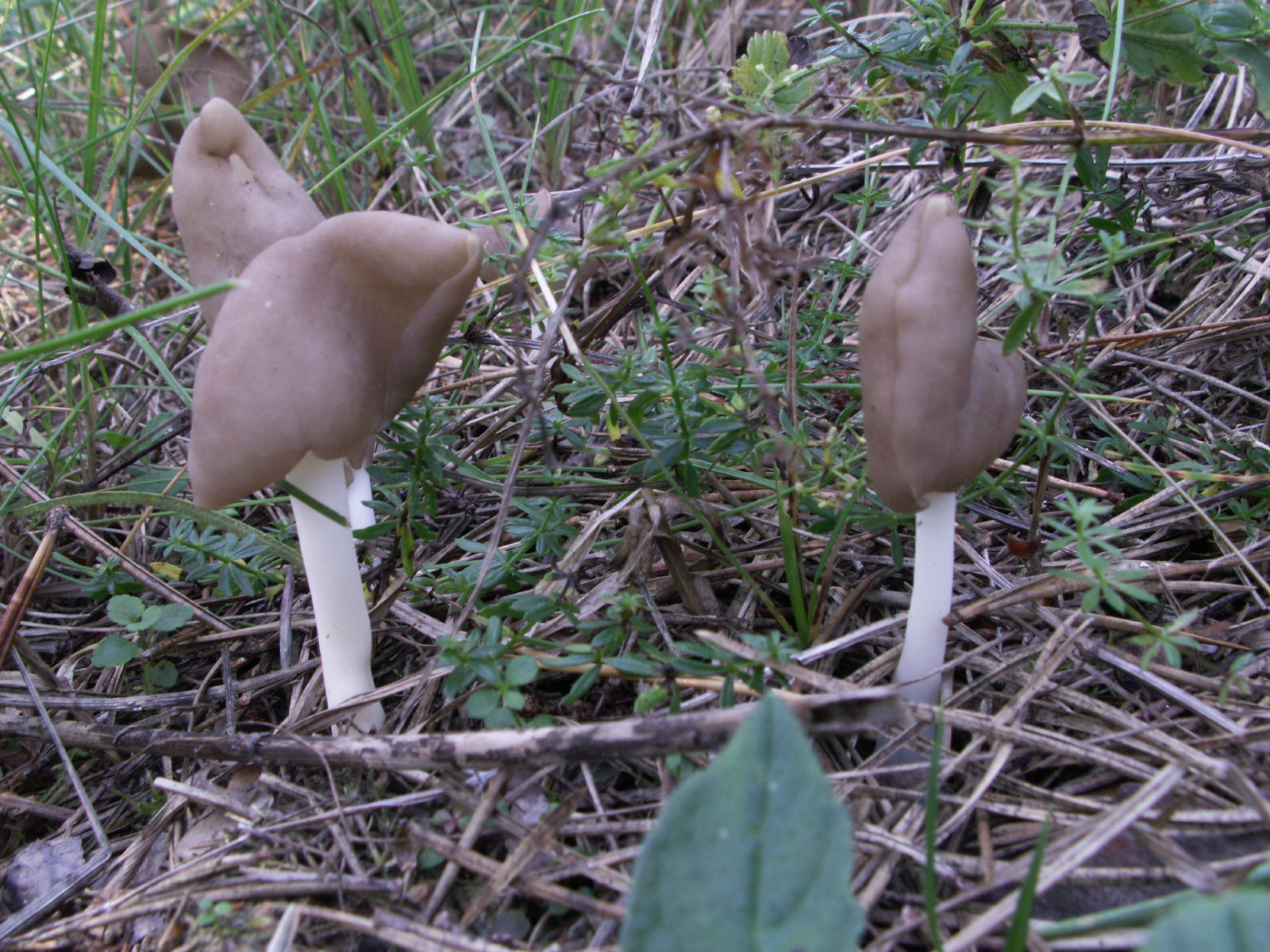
Moraga elàstica (Helvella elastica)

- Pagyromitra infula, moraga de virosta
- Helvella elastica, moraga elàstica
- Helvella sublicia, moraga grisa
- Helvella atra, moraga negra
- Helvella monachella, moraga